# متیو هاینمن

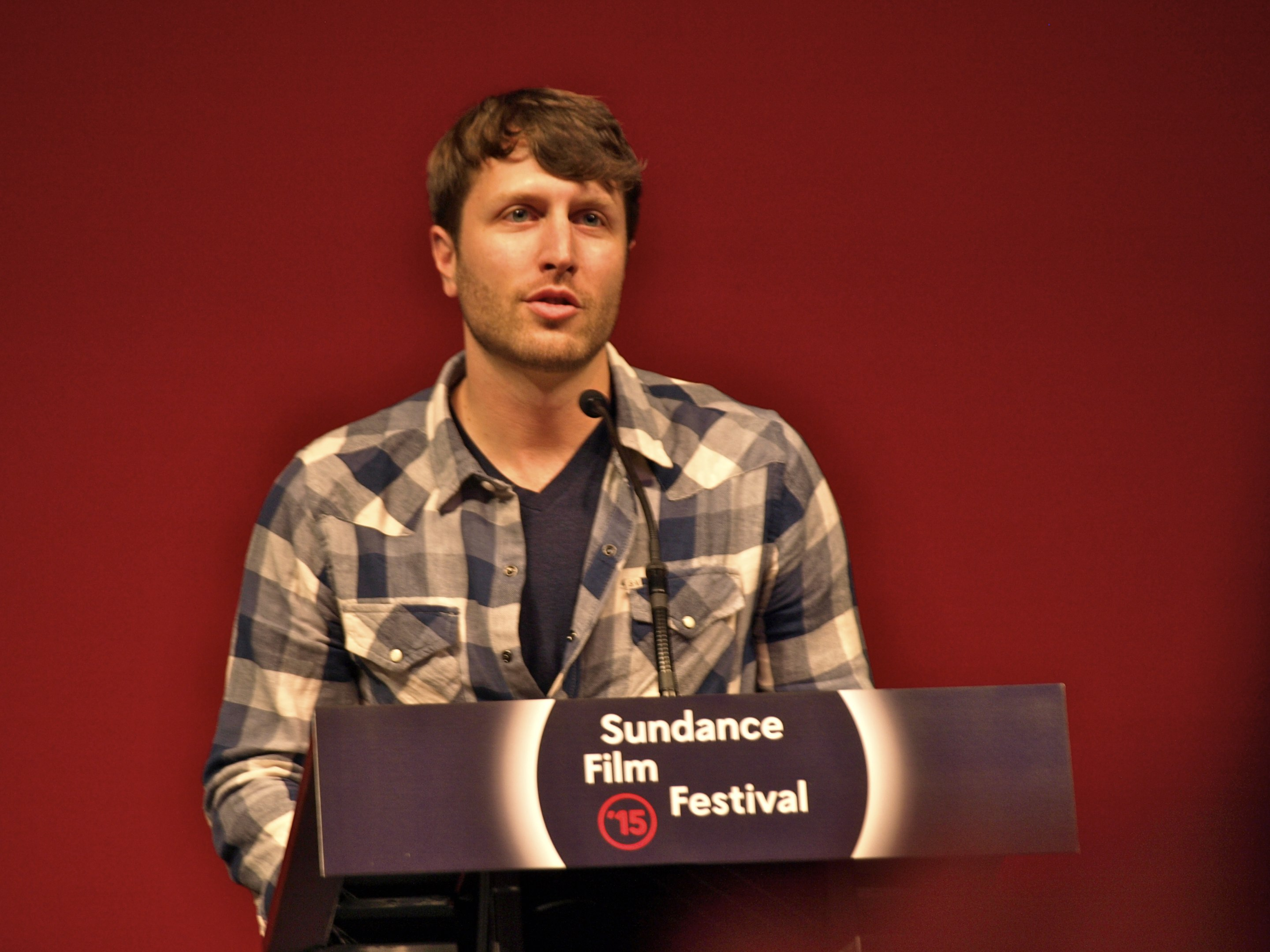
متیو هاینمن

متیو هاینمن یک فیلمساز آمریکایی است. جشنواره فیلم ساندنس هایمن را «یکی از بااستعدادترین و هیجان‌انگیزترین فیلمسازان مستند که امروز کار می‌کند» نامید، در حالی که آن تامپسون از ایندی‌وایر نوشت که هاینمن «فیلمساز محترم و با استعدادی است که نترسی سبک گونزو را با حساسیت همدلانه ترکیب می‌کند».  او اخیراً نامزد جایزه دستاورد برجسته کارگردانی اولین فیلم بلند یک کارگردان شد این انتخاب توسط  انجمن کارگردانان آمریکا (دی‌جی‌ای) برای اولین فیلم بلندشجنگ خصوصی انجام شد.